# Sassen (Allemagne)
Pour les articles homonymes, voir Sassen.
Sassen est une municipalité de la Verbandsgemeinde Kelberg, dans l'arrondissement de Vulkaneifel, en Rhénanie-Palatinat, dans l'ouest de l'Allemagne.